# Крагерьо
Кра̀герьо (на норвежки: Kragerø) е град и община в Южна Норвегия. Разположен е на южния бряг на Норвежко море във фюлке Телемарк. Получава статут на община на 1 януари 1838 г. Има крайна жп гара и малко пристанище. Население 10 614 жители от преброяването към 1 януари 2008 г.

## Побратимени градове
- Мариехамн Финландия